# Sæmundr el Savi
Sæmundr el savi o Sæmundr fróði (1056-1133) fou un poeta islandès.
Va ser sacerdot i va estudiar a París. Era fill de Sigfús i, per tant, es deia Sæmundr Sigfússon pels patronímics islandesos. Va fundar una escola a Oddi i va ser membre del clan Oddaverjar.
Se li atribuïx l'obra Edda poètica, però probablement va fer simplement una recopilació d'escrits i es discuteix la seva autoria. Aquesta hipòtesi es remunta al descobriment en 1643 del manuscrit de Codex Regius, que es creu que va acabar en mans del bisbe Brynjólfur Sveinsson, qui ho va presentar al rei de Dinamarca, d'aquí el nom «Codex Regius».